# Burgstall Spyelberg

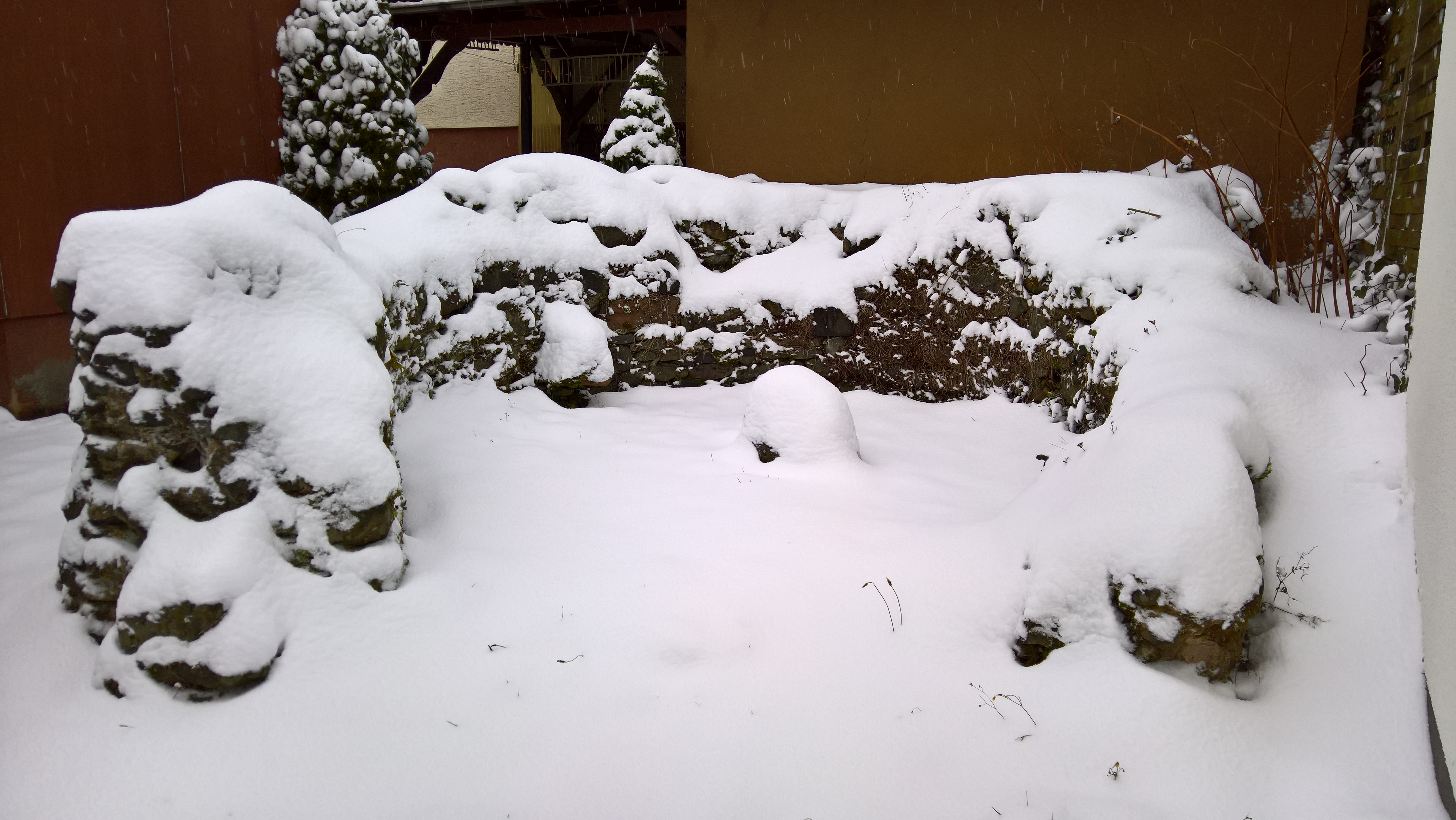
Blick von Süden in den Turmstumpf

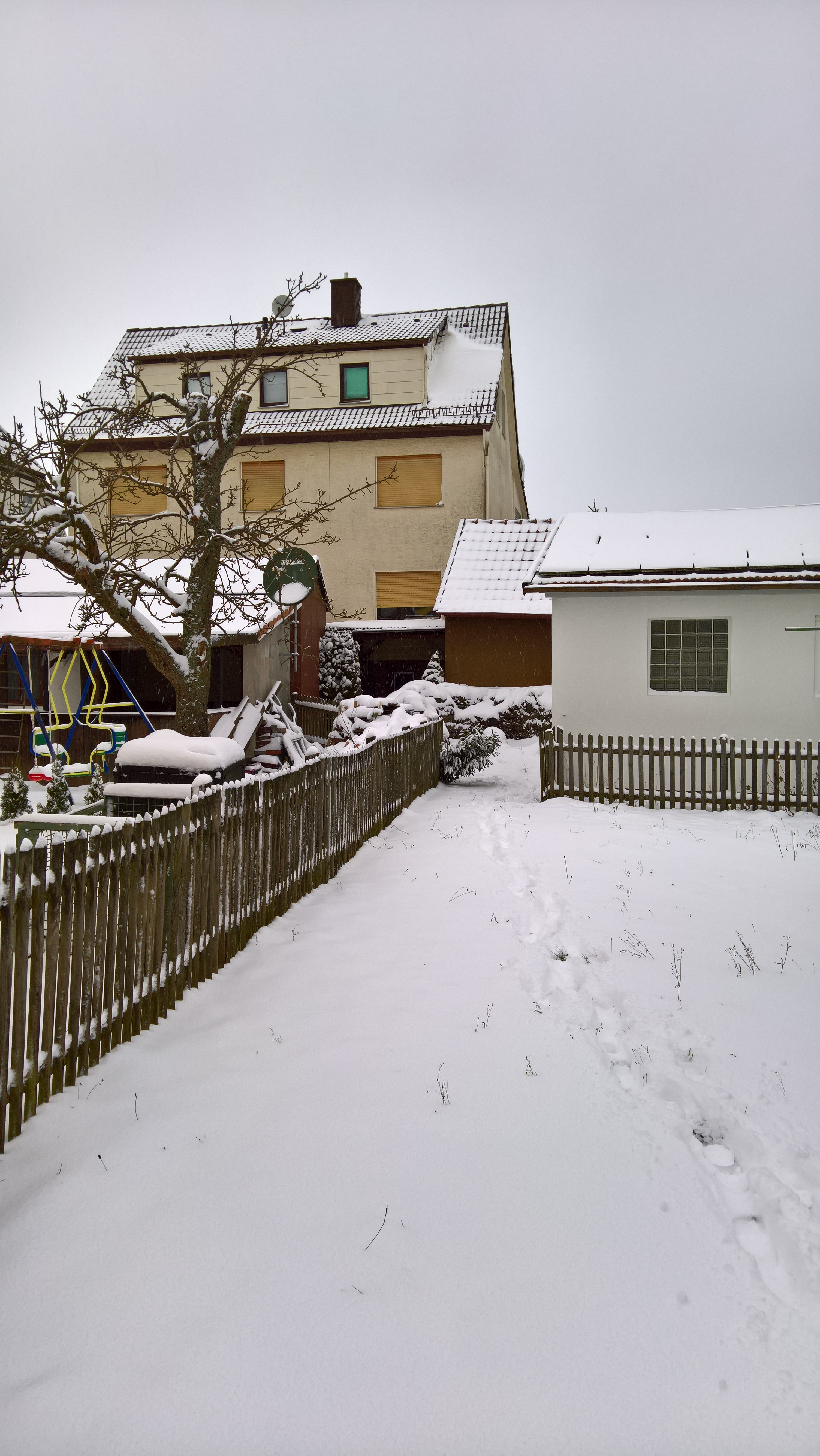
Blick von der Brunnenstraße zum Burgstall (Bildmitte)

Der Burgstall Spyelberg, auch Burg Spielberg genannt, war eine Turmhügelburg (Motte) und spätere Wasserburg im Ort Spielberg, heute Ortsteil der Gemeinde Brachttal im Main-Kinzig-Kreis im hessischen Spessart. Die Ruine der Burg ist ein hessisches Kulturdenkmal.

## Lage
Der Turmstumpf eines kleinen Rundturmes liegt im Zentrum des Ortes Spielberg in der Burgstraße 4, ein Zugang ist nur über ein Privatgrundstück in der Brunnenstraße möglich. Der Burgstall liegt nahezu mittig des Kreises, der von der Schulwaldstraße, der Brunnenstraße und des Endes der Burgstraße gebildet wird. Es kann angenommen werden, dass sie den Wallverlauf des ehemals größeren Burggeländes anzeigen.

## Geschichte
Die Burg soll um 1170/90 erstmals erwähnt worden sein. Sie wurde damit im ursprünglichen Büdinger Reichsforst (Büdinger Wald) etwa zu Zeiten Kaiser Barbarossas erbaut. Lehensherren waren die Herren von Büdingen. Ulrich Gascher, Hobby-Archäologe und langjährig an den Untersuchungen zur Burg tätig, vermutet einen ersten Aufbau als einfache Turmhügelburg.
Schon nach 1241 starben jedoch die Herren von Büdingen aus. Ob die Burg eine Verbindung zum 1244, nach anderen Angaben 1258, als Schultheiß von Gelnhausen genannten Reinboldus von Spiegelberg (de Spegelberge) hatte, ist nicht zu belegen.
Das aus Unterfranken um ihre Stammburg Trimburg stammende Adelsgeschlecht von Trimberg wurden Teilerbe der Büdinger. Nach Ulrich Gaschers Vermutung wurde die Kleinburg von den Trimbergern nur als Jagdaufenthalt genutzt, sicher aber auch zur Verwaltung und Absicherung ihrer Rodungen im Büdinger Wald. 1365 wurde die Burg als Spyelberg erstmals nachweisbar urkundlich. Auch die Trimburger starben nur knapp 150 Jahre später mit dem Tod Arrois von Trimbergs, drittgeborener Sohn und viertes Kind von Konrad von Trimberg, am 4. November 1384 aus. Das Erbe derer von Trimberg und ihre sämtlichen Besitzungen gingen eigentlich laut Literatur an das Hochstift Würzburg über. Über die mütterlicherseits bei den Trimberger eingeheirateten Breuberger, den Niedergang der Trimberger kurz vor ihrem Aussterben und den Erbstreitigkeiten um den Besitz der Büdinger, gelangte aber das Hochadelsgeschlecht der Ysenburger in den Burgbesitz, möglicherweise, weil sie schon 1365 durch Kauf in den Burgbesitz gelangt waren.
Die Burg diente wohl einem der zwölf reitenden Förster des Büdinger Waldes, namens Focke, als Amtssitz. Focke war im Besitz der Forsthube „Oberamt“, die aber 1394 an die Isenburger zurück gelangte. Die Ysenburger verliehen diese Forsthube an Henne Erffe, aus dem Familienzweig der Forstmeister von Gelnhausen. Im selben Jahr 1394 ließ Johann I. von Ysenburg (1378–1395) eine neue Burg errichten. Burg Spielberg wird ab da als massiver Steinbau, von einem Wassergraben umgeben, angenommen.
Im 15. Jahrhundert rüstete Graf Diether I. von Isenburg (1408–1461) die Burg zu einer wehrhaften Anlage um und ließ die Burg mit Geschützen ausstatten. 1480 verlieh Graf Ludwig II. von Ysenburg in Büdingen (1461–1511) die Burg an Junker Diether von Ysenburg, einen illegitimen Sohn von Diether von Isenburg. Auch Junker Diether wohnte nicht dauerhaft auf der Burg, sondern lieber im größeren Birstein. Vier Jahre später endete ein langjähriger Prozess zwischen dem Haus Ysenburg und den Forstmeistern von Gelnhausen vor dem Hofgericht. Graf Ludwig II. konnte den Forstmeistern das Amt abkaufen und die eigene Belehnung erwirken. Die Burg wurde daraufhin erneut Amtssitz.
Anfang des 16. Jahrhunderts wurde die Burg annehmlicher gestaltet, mit Kachelöfen versehen und Gerätschaften wie Töpfe, Kessel, Bildteppiche, Betten sowie Vorräte wurden auf die Burg geliefert. 1550 erhielten die Fenster erstmals Glasscheiben, und die Stuben wurden bemalt.
Um 1552 erfolgten weitere schlossartige Um- und Ausbauten unter Graf Anton von Isenburg-Büdingen zu Ronneburg (1501–1560). Er bestimmte, dem Heiratsvertrag entsprechend, die Burg als Wittum für seine Schwiegertochter Barbara Gräfin von Wertheim. 1577, nach dem frühen Ableben ihres Gatten Georg Graf von Ysenburg-Ronneburg (1528–1577), bekam sie die Burg Spielberg dann endgültig zugewiesen. Das Gericht Spielberg diente ihr zu Unterhalt und Versorgung bis zu ihrer Wiederverheiratung 1586. In dieser Zeit wurde die Burg auch als Schloss Spylburck bezeichnet.
1601 erhält Graf Wolfgang Ernst I. von Isenburg-Büdingen in Birstein, Burggraf von Gelnhausen (1560–1633), nach längeren Erbstreitigkeiten, die Rechte an der Burg und setzte seinen Beamten Johann Wilhelm von Lauter als Amtmann auf der Burg ein.
Im Frühjahr 1624 erreichten dann die Schrecken des Dreißigjährigen Krieges auch das Spielberger Gericht, und am 8. Mai brannten die Spielberger Burg und 46 Häuser des Ortes ab. Leichtsinn der einquartierten Franzosen soll am Brand schuld gewesen sein.
Die Burg wurde nie wieder aufgebaut. Es kann vermutet werden, dass seine Reste zum Wiederaufbau der Häuser des Ortes benutzt wurden. 1684 werden nur noch die Wirtschaftsgebäude, als zum Teil der Grafschaft Isenburg-Büdingen-Wächtersbach gehörend, erwähnt. 1865 befand sich das Burggelände noch in ysenburgischem Besitz, wurde aber nur noch als Reste im gräflichen Garten erwähnt.
Letzte Reste wurden 1955 abgebrochen.

## Anlage und heutiger Zustand
Die erhaltenen, teilergrabenen Reste des Wohnturms und eines Wassergrabens deuten auf die spätere Anlage als Wasserburg hin. Die ursprüngliche Burganlage war nicht größer als etwa 20 × 15 Meter und bestand aus der Turmburg, dem Burghof mit Wehrmauer und vorgelagertem Wassergraben. Eine Zeichnung des Herrschaftlichen Hoffes in Spielberg durch einen Geometer Budden, datiert 1770, zeigt Reste der Burg mit dem sich anschließenden Hofgut. Heute sind nur noch die Reste des Turms sichtbar.
Erste Grabungen zur Burg erfolgten 1988. Bei weiteren Grabungen zwischen 2007 und 2013 wurden im ehemaligen Wassergraben Reste der Burgausstattung gefunden. Teilweise daraus wiederhergestellte Ausstellungsstücke befinden sich im Brachttal-Museum in Spielberg. Keramikfunde, darunter Fragmente von Kacheln, Trinkgefäßen aus Glas und Bauerntanzkrügen, in die Zeit um 1350 datiert, weisen große Ähnlichkeiten mit Funden der nahen Wüstung Stubach und der Burg Bartenstein im westlichen Spessart auf.
Prunkstück unter den Fundstücken ist der Beschlag eines Rittergürtels, der in die Zeit des 14. Jahrhunderts eingeordnet wird.